# Miami Open 2021
Miami Open 2021, oficiálně se jménem sponzora Miami Open presented by Itaú 2021, byl společný tenisový turnaj mužského okruhu ATP Tour a ženského okruhu WTA Tour hraný v areálu Hard Rock Stadium na otevřených dvorcích s tvrdým povrchem Laykold. Konal se mezi 22. březnem až 4. dubnem 2021 ve floridském Miami Gardens, městě miamské metropolitní oblasti, jako třicátý šestý ročník turnaje. Ročník 2020 se neuskutečnil kvůli pandemii covidu-19. V důsledku platných koronavirových opatření byla návštěvnost v roce 2021 omezena na 800 až 1 000  diváků, kteří mohou zavítat pouze na tří největší kurty. V hlavní aréně Hard Rock Stadium s kapacitou 13 800 diváků se nehrálo. Největším dvorcem tak zůstal Grandstand, při neomezení využívaný pro 5 tisíc osob.
Mužská polovina se řadila do kategorie okruhu ATP Tour Masters 1000 a její dotace činila 4 299 205 amerických dolarů. Ženská část s rozpočtem 3 260 190 dolarů patřila do kategorie WTA 1000. Pošesté se generálním sponzorem stal bankovní dům Itaú. 
Nejvýše nasazenými hráči v singlových soutěžích se stali ruská světová dvojka Daniil Medveděv a první hráčka klasifikace Naomi Ósakaová z Japonska. Jako poslední přímí účastníci do dvouher nastoupili 118. hráč pořadí, Američan Denis Kudla, a mezi ženami 85. tenistka žebříčku, Britka Katie Boulterová.
Třetí singlovou trofej na okruhu ATP Tour vyhrál 24letý Hubert Hurkacz, jenž se stal prvním polským šampionem ve dvouhře  série masters. Bodový zisk jej premiérově posunul do elitní světové dvacítky, na 16. příčku. Titul v ženské dvouhře obhájila Australanka Ashleigh Bartyová, která získala desátý kariérní titul. Čtvrtý společný titul získali Chorvaté Nikola Mektić a Mate Pavić.  Šestou společnou trofej ze čtyřhry na túře WTA si odvezly Šúko Aojamová a Ena Šibaharaová, které jako první pár v probíhající sezóně ovládly třetí turnaj.
Do čela deblových žebříčků ATP a WTA se po turnaji vrátili Mate Pavić a Tchajwanka Sie Šu-wej. 

## Rozdělení bodů a finančních odměn

### Rozdělení bodů
| Soutěž       | vítězové | finalisté | semifinalisté | čtvrtfinalisté | 16 v kole | 32 v kole | 64 v kole | 96 v kole | Q  | Q2 | Q1 |
| ------------ | -------- | --------- | ------------- | -------------- | --------- | --------- | --------- | --------- | -- | -- | -- |
| dvouhra mužů | 1000     | 600       | 360           | 180            | 90        | 45        | 25        | 10        | 16 | 8  | 0  |
| čtyřhra mužů | 1000     | 600       | 360           | 180            | 90        | 0         | —         | —         | —  | —  | —  |
| dvouhra žen  | 1000     | 650       | 390           | 215            | 120       | 65        | 35        | 10        | 30 | 20 | 2  |
| čtyřhra žen  | 1000     | 650       | 390           | 215            | 120       | 10        | —         | —         | —  | —  | —  |

### Finanční odměny
| Soutěž                                | vítězové  | finalisté | semifinalisté | čtvrtfinalisté | 16 v kole | 32 v kole | 64 v kole | 96 v kole | Q2      | Q1      |
| ------------------------------------- | --------- | --------- | ------------- | -------------- | --------- | --------- | --------- | --------- | ------- | ------- |
| dvouhra mužů                          | 300 110 $ | 165 000 $ | 93 000 $      | 61 000 $       | 40 000 $  | 26 000 $  | 16 000 $  | 10 000 $  | 5 890 $ | 3 100 $ |
| dvouhra žen                           | 300 110 $ | 165 000 $ | 93 000 $      | 61 000 $       | 40 000 $  | 26 000 $  | 16 000 $  | 10 000 $  | 5 890 $ | 3 100 $ |
| čtyřhra mužů                          | 81 000 $  | 51 000 $  | 38 000 $      | 27 000 $       | 18 000 $  | 12 000 $  | —         | —         | —       | —       |
| čtyřhra žen                           | 81 000 $  | 51 000 $  | 38 000 $      | 27 000 $       | 18 000 $  | 12 000 $  | —         | —         | —       | —       |
| částky ve čtyřhře jsou uvedeny na pár |           |           |               |                |           |           |           |           |         |         |

## Dvouhra mužů

### Nasazení
| Stát                           | Hráč                  | Nasazení | ATP |
| ------------------------------ | --------------------- | -------- | --- |
| Rusko                          | Daniil Medveděv       | 1.       | 2.  |
| Řecko                          | Stefanos Tsitsipas    | 2.       | 5.  |
| Německo                        | Alexander Zverev      | 3.       | 7.  |
| Rusko                          | Andrej Rubljov        | 4.       | 8.  |
| Argentina                      | Diego Schwartzman     | 5.       | 9.  |
| Kanada                         | Denis Shapovalov      | 6.       | 11. |
| Španělsko                      | Roberto Bautista Agut | 7.       | 12. |
| Belgie                         | David Goffin          | 8.       | 13. |
| Bulharsko                      | Grigor Dimitrov       | 9.       | 16. |
| Kanada                         | Félix Auger-Aliassime | 10.      | 17. |
| Itálie                         | Fabio Fognini         | 11.      | 18. |
| Kanada                         | Milos Raonic          | 12.      | 19. |
| Chile                          | Cristian Garín        | 13.      | 20. |
| Rusko                          | Karen Chačanov        | 14.      | 22. |
| Austrálie                      | Alex de Minaur        | 15.      | 23. |
| Srbsko                         | Dušan Lajović         | 16.      | 26. |
| Rusko                          | Aslan Karacev         | 17.      | 27. |
| USA                            | John Isner            | 18.      | 28. |
| Spojené království             | Daniel Evans          | 19.      | 29. |
| Francie                        | Ugo Humbert           | 20.      | 30. |
| Itálie                         | Jannik Sinner         | 21.      | 31. |
| USA                            | Taylor Fritz          | 22.      | 32. |
| Francie                        | Benoît Paire          | 23.      | 33. |
| Itálie                         | Lorenzo Sonego        | 24.      | 34. |
| Francie                        | Adrian Mannarino      | 25.      | 36. |
| Polsko                         | Hubert Hurkacz        | 26.      | 37. |
| Gruzie                         | Nikoloz Basilašvili   | 27.      | 38. |
| Japonsko                       | Kei Nišikori          | 28.      | 39. |
| USA                            | Reilly Opelka         | 29.      | 41. |
| Německo                        | Jan-Lennard Struff    | 30.      | 42. |
| Kazachstán                     | Alexandr Bublik       | 31.      | 44. |
| Maďarsko                       | Márton Fucsovics      | 32.      | 40. |
| Žebříček ATP k 22. březnu 2021 |                       |          |     |

### Jiné formy účasti
Následující hráčí obdrželi divokou kartu do hlavní soutěže:
- Carlos Alcaraz
- Jack Draper
- Hugo Gaston
- Michael Mmoh
- Andy Murray

Následující hráči nastoupili do hlavní soutěže pod žebříčkovou ochranou:
- Kevin Anderson
- Lu Jan-sun

Následující hráči postoupili z kvalifikace:
- Mackenzie McDonald
- Thiago Seyboth Wild
- Alejandro Tabilo
- Thanasi Kokkinakis
- Thomas Fabbiano
- Liam Broady
- Šintaró Močizuki
- Emilio Nava
- Ernesto Escobedo
- Paolo Lorenzi
- Mischa Zverev
- Bjorn Fratangelo

Následující hráč postoupil z kvalifikace jako tzv. šťastný poražený:
- Federico Gaio

#### Odhlášení
před zahájením turnaje
- Pablo Andújar → nahradil jej  Federico Coria
- Pablo Carreño Busta → nahradil jej  João Sousa
- Matteo Berrettini → nahradil jej  Denis Kudla
- Borna Ćorić → nahradil jej  Yannick Hanfmann
- Pablo Cuevas → nahradil jej  Pedro Martínez
- Alejandro Davidovich Fokina → nahradil jej  Mikael Ymer
- Novak Djoković → nahradil jej  Alexei Popyrin
- Kyle Edmund → nahradil jej  James Duckworth
- Roger Federer → nahradil jej  Marcos Giron
- Richard Gasquet → nahradil jej  Jasutaka Učijama
- Filip Krajinović → nahradil jej  Ilja Ivaška
- Nick Kyrgios → nahradil jej  Emil Ruusuvuori
- John Millman → nahradil jej  Lorenzo Musetti
- Gaël Monfils → nahradil jej  Pierre-Hugues Herbert
- Corentin Moutet → nahradil jej  Michail Kukuškin
- Andy Murray → nahradil jej  Federico Gaio
- Rafael Nadal → nahradil jej  Pedro Sousa
- Guido Pella → nahradil jej  Lloyd Harris
- Albert Ramos-Viñolas → nahradil jej  Daniel Elahi Galán
- Casper Ruud → nahradil jej  Christopher O'Connell
- Gilles Simon → nahradil jej  Kwon Sun-u
- Dominic Thiem → nahradil jej  Federico Delbonis
- Jo-Wilfried Tsonga → nahradil jej  Sebastian Korda
- Stan Wawrinka → nahradil jej  Steve Johnson

## Mužská čtyřhra

### Nasazení
| Stát                                                                                    | Hráč                  | Stát               | Hráč             | ATP | Nasazení |
| --------------------------------------------------------------------------------------- | --------------------- | ------------------ | ---------------- | --- | -------- |
| Kolumbie                                                                                | Juan Sebastián Cabal  | Kolumbie           | Robert Farah     | 3.  | 1.       |
| Chorvatsko                                                                              | Nikola Mektić         | Chorvatsko         | Mate Pavić       | 8.  | 2.       |
| Chorvatsko                                                                              | Ivan Dodig            | Slovensko          | Filip Polášek    | 19. | 3.       |
| Španělsko                                                                               | Marcel Granollers     | Argentina          | Horacio Zeballos | 21. | 4.       |
| Nizozemsko                                                                              | Wesley Koolhof        | Polsko             | Łukasz Kubot     | 21. | 5.       |
| Spojené království                                                                      | Jamie Murray          | Brazílie           | Bruno Soares     | 23. | 6.       |
| USA                                                                                     | Rajeev Ram            | Spojené království | Joe Salisbury    | 26. | 7.       |
| Francie                                                                                 | Pierre-Hugues Herbert | Francie            | Nicolas Mahut    | 29. | 8.       |
| Žebříček ATP k 15. březnu 2021; číslo je součtem žebříčkového postavení obou členů páru |                       |                    |                  |     |          |

### Jiné formy účasti
Následující páry obdržely divokou kartu do hlavní soutěže:
- Steve Johnson /  Sam Querrey
- Sebastian Korda /  Michael Mmoh
- Nicholas Monroe /  Frances Tiafoe

#### Odhlášení
před zahájením turnaje
- Alex de Minaur /  John Millman → nahradili je  Miomir Kecmanović /  Ajsám Kúreší

## Ženská dvouhra

### Nasazení
| Stát                           | Hráčka                   | WTA | Nasazení |
| ------------------------------ | ------------------------ | --- | -------- |
| Austrálie                      | Ashleigh Bartyová        | 1.  | 1.       |
| Japonsko                       | Naomi Ósakaová           | 2.  | 2.       |
| Rumunsko                       | Simona Halepová          | 3.  | 3.       |
| USA                            | Sofia Keninová           | 4.  | 4.       |
| Ukrajina                       | Elina Svitolinová        | 5.  | 5.       |
| Česko                          | Karolína Plíšková        | 6.  | 6.       |
| Bělorusko                      | Aryna Sabalenková        | 8.  | 7.       |
| Kanada                         | Bianca Andreescuová      | 9.  | 8.       |
| Česko                          | Petra Kvitová            | 10. | 9.       |
| Nizozemsko                     | Kiki Bertensová          | 11. | 10.      |
| Švýcarsko                      | Belinda Bencicová        | 12. | 11.      |
| Španělsko                      | Garbiñe Muguruzaová      | 13. | 12.      |
| USA                            | Jennifer Bradyová        | 14. | 13.      |
| Bělorusko                      | Viktoria Azarenková      | 15. | 14.      |
| Polsko                         | Iga Świąteková           | 16. | 15.      |
| Belgie                         | Elise Mertensová         | 17. | 16.      |
| Spojené království             | Johanna Kontaová         | 18. | 17.      |
| USA                            | Madison Keysová          | 19. | 18.      |
| Česko                          | Markéta Vondroušová      | 20. | 19.      |
| Chorvatsko                     | Petra Martićová          | 21. | 20.      |
| Kazachstán                     | Jelena Rybakinová        | 22. | 21.      |
| Estonsko                       | Anett Kontaveitová       | 23. | 22.      |
| Řecko                          | Maria Sakkariová         | 24. | 23.      |
| Německo                        | Angelique Kerberová      | 25. | 24.      |
| USA                            | Alison Riskeová          | 26. | 25.      |
| Kazachstán                     | Julia Putincevová        | 27. | 26.      |
| Tunisko                        | Ons Džabúrová            | 30. | 27.      |
| USA                            | Amanda Anisimovová       | 32. | 28.      |
| USA                            | Jessica Pegulaová        | 33. | 29.      |
| Rusko                          | Jekatěrina Alexandrovová | 34. | 30.      |
| USA                            | Coco Gauffová            | 37. | 31.      |
| Rusko                          | Veronika Kuděrmetovová   | 36. | 32.      |
| Žebříček WTA k 15. březnu 2021 |                          |     |          |

### Jiné formy účasti
Následující hráčky obdržely divokou kartu do hlavní soutěže:
- Anna Kalinská
- Ana Konjuhová
- Robin Montgomeryová
- Storm Sandersová
- Katrina Scottová
- Majar Šarífová
- Wang Sin-jü
- Wang Si-jü

Následující hráčky nastoupily do hlavní soutěže pod žebříčkovou ochranou:
- Katie Boulterová
- Andrea Petkovicová
- Anastasija Potapovová
- Jaroslava Švedovová

Následující hráčky postoupily z kvalifikace:
- Hailey Baptisteová
- Mihaela Buzărnescuová
- Cvetana Pironkovová
- Aliona Bolsovová
- Océane Dodinová
- Ljudmila Samsonovová
- Nina Stojanovićová
- Olga Danilovićová
- Tereza Martincová
- Kristína Kučová
- Renata Zarazúová
- Elisabetta Cocciarettová

#### Odhlášení
- Polona Hercogová → nahradila ji  Andrea Petkovicová
- Sie Šu-wej → nahradila ji  Anastasija Potapovová
- Darja Kasatkinová → nahradila ji  Zarina Dijasová
- Ann Liová → nahradila ji  Katie Boulterová
- Karolína Muchová → nahradila ji  Camila Giorgiová
- Anastasija Pavljučenkovová → nahradila ji  Lauren Davisová
- Barbora Strýcová → nahradila ji  Marta Kosťuková
- Patricia Maria Țigová → nahradila ji  Madison Brengleová
- Alison Van Uytvancková → nahradila ji  Nao Hibinová
- Donna Vekićová → nahradila ji  Arantxa Rusová
- Serena Williamsová → nahradila ji  Christina McHaleová
- Dajana Jastremská (dočasná suspenzace) → nahradila ji  Venus Williamsová

## Ženská čtyřhra

### Nasazení
| Stát                                                                                     | Hráčka             | Stát       | Hráčka                 | WTA | Nasazení |
| ---------------------------------------------------------------------------------------- | ------------------ | ---------- | ---------------------- | --- | -------- |
| Belgie                                                                                   | Elise Mertensová   | Bělorusko  | Aryna Sabalenková      | 3.  | 1.       |
| Česko                                                                                    | Barbora Krejčíková | Česko      | Kateřina Siniaková     | 15. | 2.       |
| USA                                                                                      | Nicole Melicharová | Nizozemsko | Demi Schuursová        | 23. | 3.       |
| Maďarsko                                                                                 | Tímea Babosová     | Rusko      | Veronika Kuděrmetovová | 30. | 4.       |
| Japonsko                                                                                 | Šúko Aojamová      | Japonsko   | Ena Šibaharaová        | 30. | 5.       |
| Čína                                                                                     | Sü I-fan           | Čína       | Čang Šuaj              | 39. | 6.       |
| Chile                                                                                    | Alexa Guarachiová  | USA        | Desirae Krawczyková    | 39. | 7.       |
| USA                                                                                      | Hayley Carterová   | Brazílie   | Luisa Stefaniová       | 63. | 8.       |
| Žebříček WTA k 15. březnu 2021; číslo je součtem žebříčkového postavení obou členek páru |                    |            |                        |     |          |

### Jiné formy účasti
Následující páry obdržely divokou kartu do hlavní soutěže:
- Hailey Baptisteová /  Robin Montgomeryová
- Kiki Bertensová /  Arantxa Rusová
- Ajla Tomljanovićová /  Heather Watsonová

Následující páry nastoupily do hlavní soutěže pod žebříčkovou ochranou:
- Kaitlyn Christianová /  Alla Kudrjavcevová
- Kirsten Flipkensová /  Coco Vandewegheová
- Vania Kingová /  Jaroslava Švedovová

#### Odhlášení
před zahájením turnaje
- Laura Siegemundová /  Věra Zvonarevová → nahradily je  Laura Siegemundová /  Markéta Vondroušová

## Přehled finále

### Mužská dvouhra
- Hubert Hurkacz vs.  Jannik Sinner, 7–6(7–4), 6–4

### Ženská dvouhra
- Ashleigh Bartyová vs.  Bianca Andreescuová, 6–3, 4–0skreč

### Mužská čtyřhra
- Nikola Mektić /  Mate Pavić vs.  Daniel Evans /  Neal Skupski, 6–4, 6–4

### Ženská čtyřhra
- Šúko Aojamová  /  Ena Šibaharaová vs.  Hayley Carterová /  Luisa Stefaniová, 6–2, 7–5